# Franz Siegel

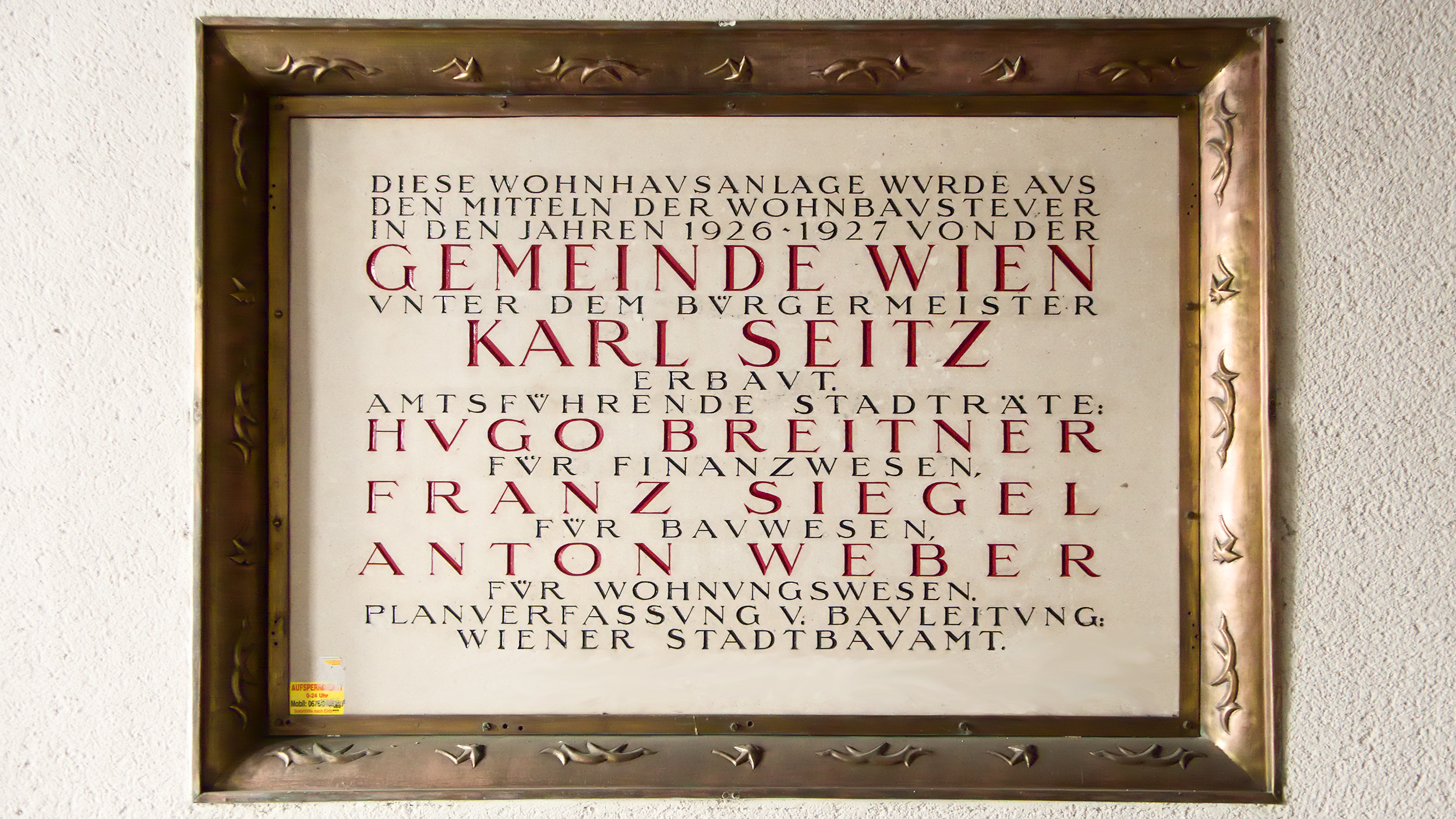
Tafel am Gemeindebau Svobodahof im 19. Bezirk mit Hinweis auf die Wohnbausteuer und Nennung von Karl Seitz, Hugo Breitner, Franz Siegel und Anton Weber

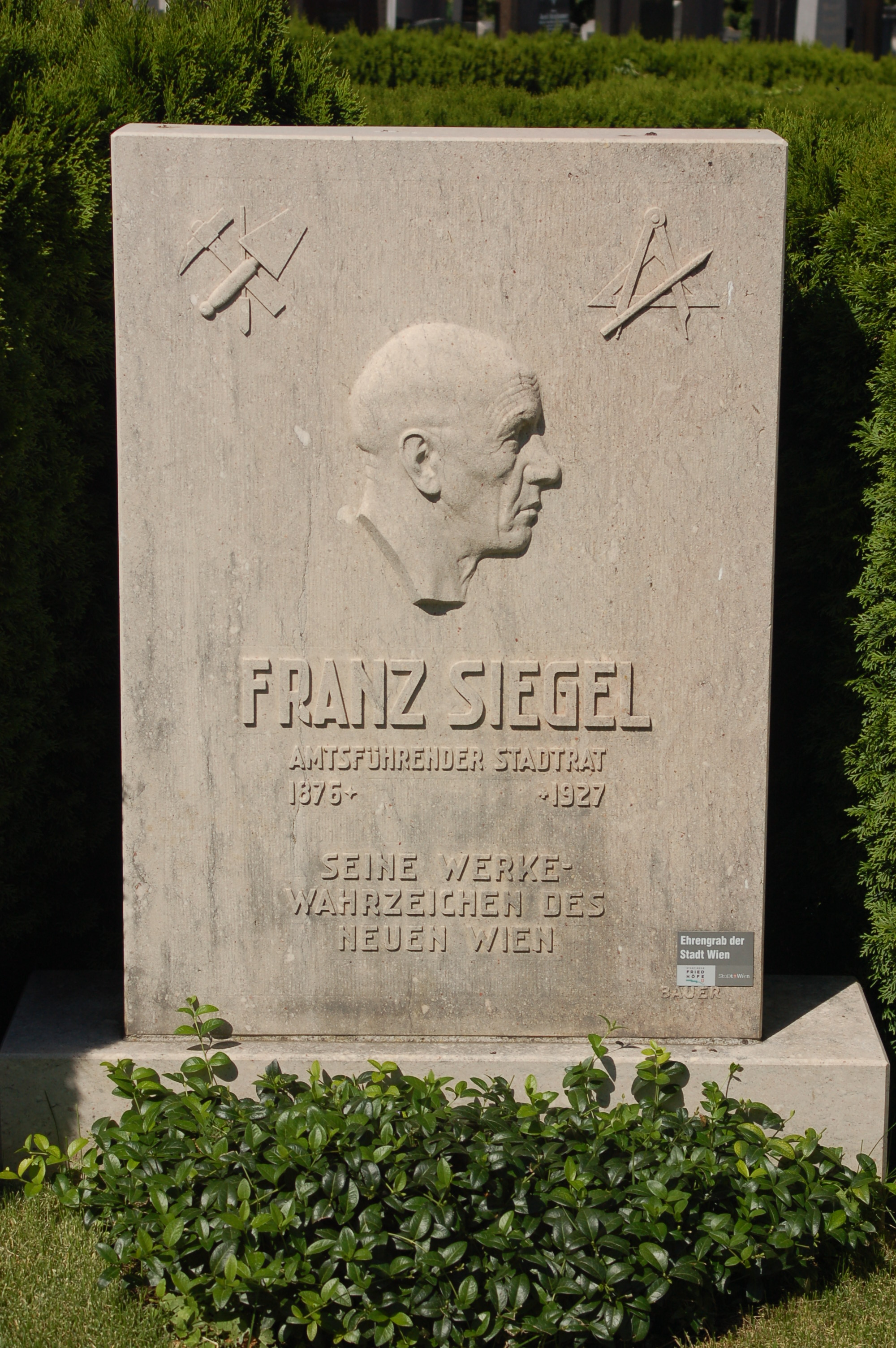
Grabmal von Franz Siegel auf dem Ottakringer Friedhof mit Hinweis auf das „Neue Wien“

Franz Siegel (* 15. Juni 1876 in Perchtoldsdorf; † 30. Oktober 1927 in Wien) war ein österreichischer Politiker (SDAP) und amtsführender Stadtrat in Wien.

## Leben
Siegel wurde als Sohn eines Hausmeisterehepaars in Wien geboren und wuchs in ärmlichen Verhältnissen auf. Nach der Pflichtschule erlernte Siegel den Beruf des Maurers. In der Folge engagierte sich Siegel in der Gewerkschaft und stieg zum Obmann der Bauarbeitergewerkschaft auf. 1908 wurde er zum ersten Bauinspektor Österreichs ernannt, zudem arbeitete er als Bauinspizient der Gewerbeinspektion. 
Nach dem Ende des Ersten Weltkriegs wurde Siegel im Dezember 1918 zunächst in den provisorischen Gemeinderat berufen, den Christlichsoziale und Sozialdemokraten als Provisorium bis zur ersten demokratischen Kommunalwahl vereinbart hatten. Nach der Gemeinderatswahl in Wien 1919, die am 4. Mai 1919 einen Wahlerfolg der Wiener Sozialdemokraten mit dem Spitzenkandidaten Jakob Reumann erbrachte, wurde Siegel am 22. Mai 1919 im gewählten Gemeinderat angelobt.

## Stadtrat
Er gehörte zudem 1919 / 1920 dem Stadtrat an, der zu diesem Zeitpunkt noch als Kollegialorgan agierte und noch keine Amtsführenden Stadträte kannte. Mit der Einführung der Amtsführenden Stadträte unter Bürgermeister Reumann wurde Franz Siegel am 1. Juni 1920 zum Amtsführenden Stadtrat bestimmt. Er übernahm die damalige Verwaltungsgruppe V (Technische Angelegenheiten); vom 10. November 1920 an war Siegel auch Mitglied der Wiener Landesregierung, da die an diesem Tag in Kraft tretende Bundesverfassung Wien zum eigenständigen Bundesland erklärt hatte.

## Wirken
Durch über die Stadtbaudirektion Wien vergebene Aufträge an moderne Architekten zur Ausführung der im "Roten Wien" ab 1923 verstärkt umgesetzten Gemeindebauten trugen Siegel und sein Team zur architektonischen Vielfalt Wiens bei. Zudem reformierte Siegel die Müllabfuhr, ließ Straßen und Gärten renovieren und beaufsichtigte über das Bauamt die Errichtung von öffentlichen Bädern. In seine Amtszeit fielen zudem die Forcierung der Ausstattung der Wiener Wohnungen mit Gasherden und Elektrizität, die Übernahme der Stadtbahn und deren Elektrifizierung sowie der Bau von Kindergärten. 
Siegel übte sein Amt als Stadtrat auch unter Reumanns 1923 angetretenem Nachfolger Karl Seitz (siehe Landesregierung und Stadtsenat Seitz I) und sein Mandat als Gemeinderat und Landtagsabgeordneter bis zu seinem Tod aus. Er starb im Lainzer Krankenhaus und wurde nach der Einäscherung in der Feuerhalle Simmering im Urnenhain des Ottakringer Friedhofs beigesetzt. Die Wohnhausanlage in der Wilhelminenstraße 37 im 16. Bezirk, Ottakring, wurde 1949 Siegelhof benannt.